# Espaulella
|  | Aquest article tracta sobre toponímia. Vegeu-ne altres significats a «Espaulella (cognom)». |

Espaulella és una antiga masia del municipi de Sant Pere de Torelló (Osona), a l'antic terme de Curull i la Vola, situada al vessant esquerre de la vall de Salgueda (dita també vall d'Espaulella). Depèn de la parròquia de Vidrà i ja és esmentada al segle xii.
L'origen del topònim Espaulella és encara poc clar. Segons la hipòtesi del lingüista Joan Coromines, Espaulella és fruit de l'evolució d'un diminutiu d'espeolla, que al seu torn és una dissimilació del llatí spelúcula, que significa "petita cova" i a donat a la paraula "espluga", i és el diminutiu de spelunca. El diminutiu resultant d'espeolla hauria estat espeollella, del qual, per dissimilació, podria venir Espaulella.